# Galiza Nova
Galiza Nova é a organização juvenil do Bloco Nacionalista Galego.

## Secretários gerais
- Catuxo Álvarez (1988-1990)
- Manuel Antelo (1990-1992)
- Bieito Lobeira (1992-1996)
- Martiño Santos (1996-2000)
- Rubén Cela (2000-2004)
- Xosé Emilio Vicente (2004-2007)
- Iria Aboi (2007-2012)
- Alberte Mera (2012- 2016)
- Alberte Fernández (2016-2019)
- Paulo Ríos Santomé (2019-2021)
- Marta Gómez Martín (2021- )